# Parafia św. Katarzyny w Ryczywole
Parafia św. Katarzyny w Ryczywole – jedna z 9 parafii rzymskokatolickich dekanatu kozienickiego diecezji radomskiej.

## Historia
Miasto Ryczywół było lokowane przed 1388, a w 1409 otrzymało prawa magdeburskie. Położone pierwotnie w widłach Wisły i Radomki (Radomieży), na terenie zalewowym, było wielokrotnie niszczone. W początkach XIX w. zostało lokowane na nowym miejscu ok. 2,5 km od dawnego. W 1867 utraciło prawa miejskie. Parafia istniała tu około 1390. Obecny kościół pw. św. Katarzyny wzniesiony został w latach 1876–1888 na miejscu dawnego drewnianego. Konsekracji świątyni dokonał w 1884 bp Antoni Ksawery Sotkiewicz. Kościół został zniszczony w 1944, a po wojnie był odbudowany staraniem ks. Władysława Segieta. Ponownie konsekrował kościół w 1961 bp Walenty Wójcik. Restaurację świątyni podjęto w 1975 staraniem ks. Antoniego Brodeckiego. W latach 1996–1997 prace wokół odnowienia świątyni podjął ks. Dionizy Wodzinowski. Kościół jest budowlą jednonawową, halową, wzniesioną z cegły.

## Proboszczowie
- 1945–1952 – ks. Władysław Segiet
- 1952–1960 – ks. Stanisław Janik
- 1960–1973 – ks. Stanisław Socha
- 1973–1988 – ks. Antoni Brodecki
- 1988–1992 – ks. Józef Tępiński
- 1992–2013 – ks. kan. Dionizy Wodzinowski
- 2013–2018 – ks. kan. Marek Bartosiński
- od 2018 – ks. Mieczysław Piasek

## Terytorium
Do parafii należą: Kłoda, Łaszówka, Ryczywół, Wola Chodkowska.